# آسيا أولا
تم الترويج لاستراتيجية آسيا أولاً في أوائل الخمسينيات من القرن العشرين من قبل جماعات الضغط الصينية القوية في الحزب الجمهوري في الولايات المتحدة.
دعت استراتيجية آسيا أولاً إلى التركيز المستقبلي للموارد الأمريكية في الشرق الأقصى، على نحو مماثل لخطة مارشال ومبدأ ترومان في أوروبا، لمحاربة الانتشار المتزايد للشيوعية السوفييتية.
تم اقتراح هذه السياسة في فترة من القلق الشديد في الولايات المتحدة مع تصاعد توترات الحرب الباردة في أعقاب الحرب الكورية (1950-1953) واستيلاء الشيوعيين على السلطة في جمهورية الصين عام 1949 بعد الحرب الأهلية الصينية. وقد فرضت هذه التوترات ضغوطاً كبيرة على الرئيس ترومان لتبني هذه السياسة، ولكنه رفضها في نهاية المطاف خوفاً من أن تؤدي إلى حصر الولايات المتحدة في الشرق الأقصى في التعامل مع عدو ثانوي، وهو جمهورية الصين الشعبية، في حين أن اهتمامه الحقيقي، وهو الاتحاد السوفييتي، سيكون له حرية التصرف في أوروبا.
غير أن ترومان بذل بعض المحاولات لتعزيز الموقف الأميركي في الشرق الأقصى، ولكن ليس على حساب أوروبا. في عام 1950، وعدت الولايات المتحدة بتقديم المساعدة العسكرية للفرنسيين في صراعهم ضد الفيت مين في حرب الهند الصينية الأولى. تحت ضغط من جماعات الضغط اليابانية، أنهت الولايات المتحدة سياسة التطهير ضد مجرمي الحرب المشتبه بهم وأنهت برنامجها لتفكيك التكتلات الصناعية اليابانية، في تحول سياسي معروف باسم المسار العكسي.  بالإضافة إلى ذلك، في عام 1951، وقعت الولايات المتحدة معاهدة أمنية مع اليابان تسمح للقوات الأمريكية بالبقاء في أوكيناوا وتربط اليابان بالولايات المتحدة. وفي الفترة 1950-1951 أيضاً، أُرسلت تعزيزات أميركية إلى كوريا الجنوبية لتعزيز الموقف العسكري الأميركي هناك. في هذه الفترة، دخلت البحرية الأمريكية أيضًا مضيق فورموزا كرادع لمنع الصراع بين القوميين الصينيين الذين فروا إلى جزيرة فورموزا (تايوان) والشيوعيين الصينيين في البر الرئيسي للصين.

## قراءة إضافية
- جرايبنر، نورمان أ. الانعزالية الجديدة (1956)
- ماو، جويس. آسيا أولاً: الصين وتكوين المحافظة الأميركية الحديثة (منشورات جامعة شيكاغو، 2015)
- ويسترفيلد، هـ. برادفورد. السياسة الخارجية والسياسات الحزبية (1972)، الفصل. 12